# Cladobium graminifolium
Cladobium graminifolium är en orkidéart som först beskrevs av Hipólito Ruiz López och Pav., och fick sitt nu gällande namn av Ined. Cladobium graminifolium ingår i släktet Cladobium och familjen orkidéer. Inga underarter finns listade i Catalogue of Life.

## Bildgalleri

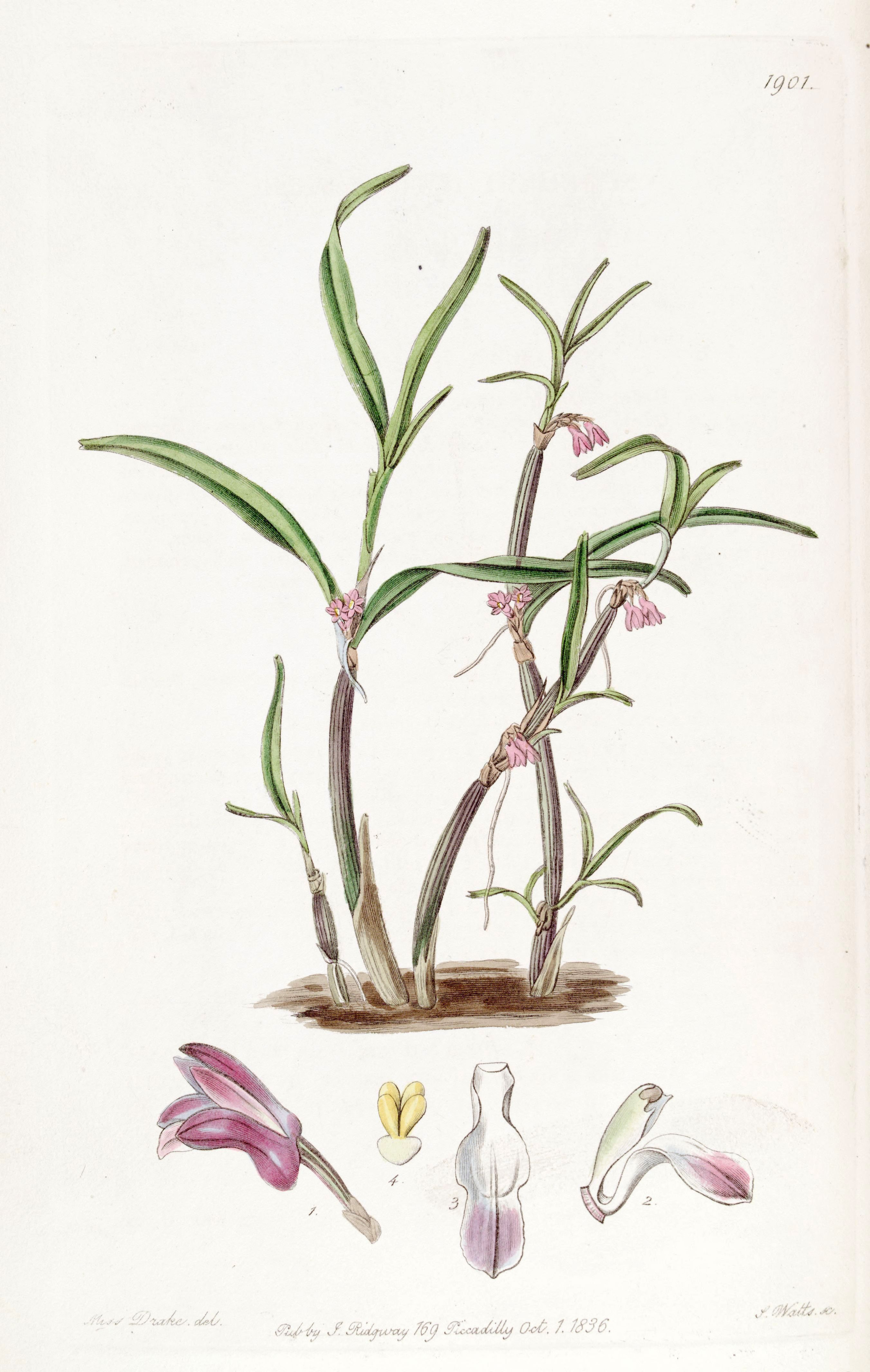